# Syntormon longistylus
Syntormon longistylus är en tvåvingeart som beskrevs av Grichanov 2001. Syntormon longistylus ingår i släktet Syntormon och familjen styltflugor.
Artens utbredningsområde är Madagaskar. Inga underarter finns listade i Catalogue of Life.